# Brachypholis sjoestedti
Brachypholis sjoestedti är en skalbaggsart som beskrevs av Brenske 1903. Brachypholis sjoestedti ingår i släktet Brachypholis och familjen Melolonthidae. Inga underarter finns listade.